# Chaise Ant

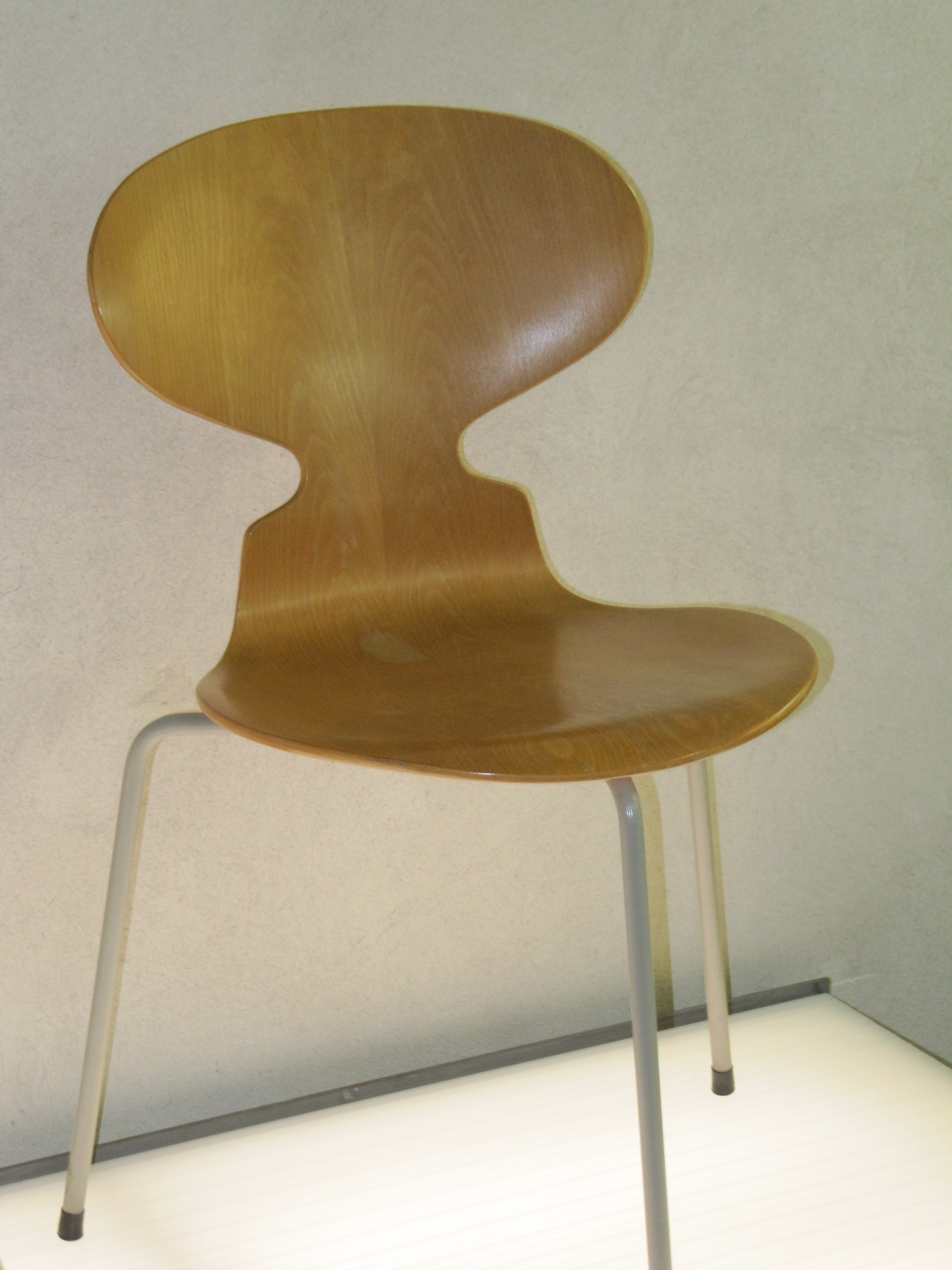
Chaise Ant d’origine telle que présentée au Designmuseum Danmark

La chaise Ant ou chaise Fourmi est un classique du design moderne,. Elle a été conçue en 1952 par Arne Jacobsen pour être utilisée dans la cafétéria de l'entreprise pharmaceutique danoise Novo Nordisk,. La Fourmi (« Myren » en danois) a été  ainsi nommée pour sa ressemblance approximative avec la silhouette  d'une fourmi ayant la tête relevée,,,.
La chaise a été conçue pour être fonctionnelle, légère, stable et facile à empiler. Le modèle original avait trois pieds et un siège en contreplaqué moulé. Novo, qui l'accueille de façon mitigée, a passé commande de seulement 300 modèles qui ont été fabriqués par Fritz Hansen ; mais la chaise est rapidement devenue populaire.
Le plastique des pieds a été remplacé par de l'acier tubulaire, et une version à quatre pieds est également apparue et est toujours fabriquée,.
Cette chaise est le prémisse à la Series 7.